# Gonville and Caius College (Cambridge)
Gonville and Caius College é uma faculdade constituinte da Universidade de Cambridge em Cambridge, Inglaterra. É referenciado frequentemente apenas como "Caius" /ˈkiːz/ (pronunciado "keys").